# Moves like Jagger
Moves like Jagger ist ein Lied der US-amerikanischen Pop-Rock-Band Maroon 5, das am 22. Juni 2011 als vierte Single des dritten Albums Hands All Over veröffentlicht wurde.

## Hintergrund und Komposition
Moves like Jagger wurde von Maroon-5-Frontmann Adam Levine, zusammen mit Benny Blanco, Ammar Malik und Shellback geschrieben beziehungsweise komponiert. Blanco zeichnete darüber hinaus für die Produktion verantwortlich. Das Lied handelt davon, wie ein Mann eine Frau durch seinen Tanzstil beeindruckt. Dieser Tanzstil ähnelt dem von Mick Jagger, dem Frontmann der Rolling Stones. Moves like Jagger wurde von Musikkritikern sehr positiv aufgenommen, die den Refrain des Liedes lobten. Auch die Stimmen von Christina Aguilera und Adam Levine fanden Anerkennung, wobei die Kritiker die gute Chemie zwischen den beiden besonders hervorhoben.
Als Levine zum Lied befragt wurde, antwortete er: „Es war eines dieser Lieder, die definitiv ein Risiko darstellten; es hatte eine gewagte Botschaft. Wir hatten wirklich nie zuvor solch ein Lied herausgebracht. Aber es ist aufregend, etwas anderes, etwas Neues zu tun. Ich bin nur zu glücklich darüber, dass es jedem gefällt.“ Moves like Jagger ist ein Disco-Pop und Synthpop-Lied mit Elementen von Rock und Soul. Die Instrumentierung besteht aus einem dröhnenden Synthesizer, einen Beat in schnellem Tempo und Elektronischem Schlagzeug. Das Lied verwendet eine gepfiffene Melodie und eine funkige Gitarre in der Ton-Art H-Moll. Levine gibt sein Bestes, um die Frau, für die er sich interessiert, mit Tanzbewegungen im Stil von Mick Jagger zu beeindrucken, dabei singt er die folgenden Zeilen: „I don’t need to try to control you / Look into my eyes and I’ll own you / With the moves like Jagger / I got the moves like Jagger / I got the mooooooves like Jagger.“ („Ich brauche nie zu versuchen, dich zu kontrollieren, Schau in meine Augen und du gehörst mir / durch Bewegungen wie sie Jagger vollführt / Ich bewege mich wie Jagger“) Christina Aguilera hat beim Lied einen Gastauftritt und singt die Bridge, also den überleitenden Teil, des Liedes, sie spielt die Rolle der erotischen Verführerin: „You want to know how to make me smile / Take control, own me just for the night / But if I share my secret / You gonna have to keep it / Nobody else can see this.“ („Du willst wissen, wie du mich zum Lächeln bringen kannst / Übernimm die Kontrolle, besitze mich nur diese Nacht / Aber wenn ich mein Geheimnis teile, musst du es bewahren, niemand sonst kann dies sehen.“).

## Auftritte
Maroon 5 und Christina Aguilera sangen Moves like Jagger erstmals am 21. Juni 2011 beim Finale der US-amerikanischen Version der Castingshow The Voice. Dort waren Adam Levine und Christina Aguilera als Juroren engagiert. Maroon 5 sangen das Lied ohne Aguilera bei America’s Got Talent am 3. August 2011. Am 8. September 2011 sangen sie das Lied vor dem Start der NFL-Saison 2011. Ferner sangen Maroon 5 und Aguilera das Lied Mitte September bei der Ellen DeGeneres Show und am 5. November 2011 bei Saturday Night Live sowie am 20. November 2011 bei den American Music Awards und bei der Victoria Secret’s Fashion Show 2011.

## Musikvideo
Die Regie zum Musikvideo von Moves like Jagger führte Jonas Åkerlund. Es wurde am 8. Juli 2011 in Los Angeles, Kalifornien, gedreht. Am 9. Juli 2011 postete Aguilera ein Bild von sich beim Musikvideodreh auf Twitter und schrieb: „Es ist immer großartig, Jonas Åkerlund zu sehen. Er kreierte das perfekte Gefühl für das Lied. Erwartet ein vergnügliches Musikvideo.“ Das Bild zeigt, wie Aguilera mit einer Band vor der amerikanischen Flagge singt. Vier Bilder von Levine mit nacktem Oberkörper wurden am selben Tag online veröffentlicht. Weitere Bilder vom Musikvideodreh wurden am 11. Juli 2011 im Internet veröffentlicht, diese zeigen Levine und Aguilera, wie sie vor einer vereinfachten britischen und amerikanischen Flagge singen, während von der Decke Konfetti hinunterfällt. Ein weiteres Bild zeigt, wie Aguilera vor einem schwarzen Hintergrund, auf dem ihr Vorname Christina in pinkfarbener Druckschrift steht, singt. The-Rolling-Stones-Frontmann Mick Jagger hat im Musikvideo „durch archivierte Videoaufnahmen“ einen Auftritt. Das Musikvideo hatte seine Premiere am 8. August bei E!. Das Video zeigt eine unkorrekte, vereinfachte Version des Union Jack als Hintergrund für Teile des Liedes. Für Levine und seine Bandmitglieder soll das Lied und das Musikvideo einer neuen Generation die Rock-Legende zugänglich machen: „Wir waren glücklich genug, um Micks Einverständnis [für das Musikvideo] zu bekommen, sowie uns Zugang zu einer Fülle von verschiedener Videoaufnahmen zu verschaffen, das ist so cool“, teilte Levine MTV News mit, als sie das Set des Videos besuchten. „Nicht viele Leute haben [es] gesehen, vor allem die jüngere Generation, die nicht viel darüber weiß, wie unglaublich Jagger wirklich war.“
Das Musikvideo beginnt mit einer schwarz-weißen Videoaufnahme einer Bühne, Aufnahmen von Arbeitern, die die Beleuchtung und die Ausstattung für das Bühnenbild aufbauen sowie Gruppe von Tänzern, die ihre Kostüme anziehen und sich für die Videoaufnahme aufwärmen. Als Nächstes sieht man Ausschnitte von Mick Jagger, wobei Michael Parkinson den Rolling-Stones-Frontmann fragt, wie lange er plant, Musik zu machen. „Ich weiß es nicht. Ich dachte nie, dass ich es sogar zwei Jahre lang tun würde“, sagt der junge Jagger, als die Eröffnungsflötentöne des Liedes von Maroon 5 erklingen, wobei eine Menge Lookalikes von Mick Jagger um ein zentrales Mikrofon tanzen. Diese Aufnahmen werden unterbrochen von Videoaufnahmen, die im Wechsel Archivaufnahmen von Jagger selbst und die Bandmitglieder James Valentine, Jesse Carmichael, Michael Madden und Matt Flynn zeigen. Als Maroon-5-Frontmann Adam Levine auf die Bühne kommt, hat er einen nackten Oberkörper mit Tätowierungen. Das Video ist eine Collage von Bildern von Leuten, die versuchen, zu tanzen wie Mick Jagger, woran auch Levine beteiligt ist. Als Aguilera ihren Kurzauftritt im Musikvideo hat, trägt sie Retrolook, mit Mascara getränkte Wimpern und einen Schlapphut. Becky Bain schrieb für das Musikblog Idolator: „Adam Levine zeigt eine ganze Menge Tinte auf seinem Oberkörper anstatt eines Hemdes und Christina Aguilera zeigt, dass sie eine ganze Flasche Mascara um ihre Augen aufgetragen hat.“ Die Huffington Post schrieb: „Wir waren nicht sicher, ob Levine und Aguilera es bringen könnten wie Mick Jagger, aber andererseits reicht niemand an das Original heran. Das beste, was sie tun können, ist Mick Jaggers Großartigkeit nachzuahmen, und Levine und Aguilera haben einen ziemlich soliden Job daraus gemacht.“

## Rezeption

### Rezensionen

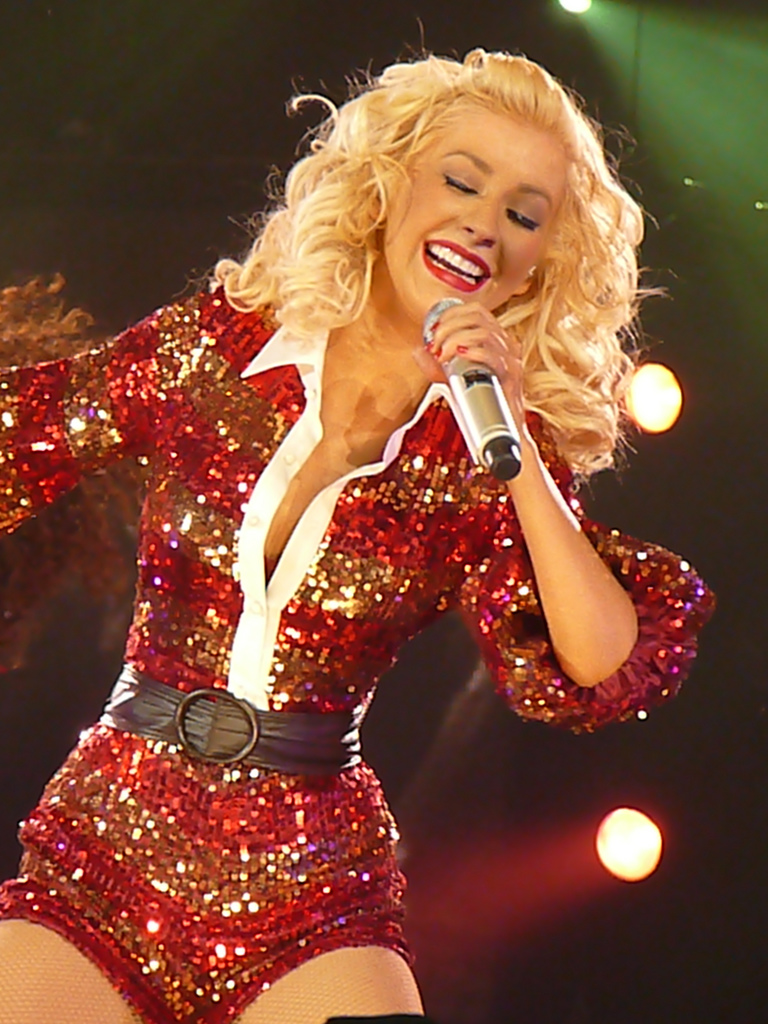
Musikkritiker lobten Christina Aguileras Gesangsauftritt in Moves like Jagger.

Bill Lamb von About.com lobte das Lied und gab viereinhalb von fünf Sternen. Lamb schrieb: „Die von funkigem Pfeifen getriebene Melodie ist locker, leicht und unwiderstehlich funkig. Der ausdrucksstarke Gastauftritt der Mitjurorin Christina Aguilera ist einfach der Zuckerguss auf dem Kuchen. Die gesangliche Chemie zwischen Aguilera und Levine stimmt wirklich.“ Lamb nannte das Lied ein „überragendes Sommerlied“ und schrieb: „Es ist leicht, tanzbar und würde sich gut in einem Cabrio mit offenem Verdeck anhören.“ Robbie Daw von Idolator schrieb: „Es dauert zwei Minuten und 15 Sekunden, bis Aguileras soulige Röhre lostrillert. Aber sobald sie loslegt, brilliert sie sofort.“ Daw schließt, indem er schreibt: „Das ist das Beste seit Jahren von diesen beiden.“
James Dinh von MTV News schrieb: „Adam Levine und Christina Aguilera haben ihre freundschaftliche Rivalität bei der NBC Castingshow The Voice in einer Zusammenarbeit im Studio umgesetzt.“ Scott Schelter von Pop Crush vergab 4½ von 5 Sternen und bezeichnete Moves like Jagger als „tanzbar“ und „ein Vergnügen“ und schrieb: „Das Lied wäre auch ohne Christina Aguilera großartig gewesen, aber ihr feuriger Gastauftritt macht es so viel besser.“ Robert Copsey schrieb für Digital Spy: „Take me by the tongue and I’ll know you / Kiss me till you’re drunk and I’ll show you“ dazu eine funkige, fingerschnippende Bassline und eine unwiderstehliche gepfiffene Hookline, die sich in die Tiefen des Gehirns gräbt. „If I share my secret / You’re gonna have to keep it,“ sagt Xtina bei ihrem kurzen, süßen und perfekt-gestalteten Auftritt.
Robbie Daw vom Musikblog Idolator schrieb: „Moves like Jagger erinnert an Rolling Stones Nummer-eins-Hit Miss You aus dem Jahre 1978“, und ergänzt: „Levines Stimme klingt beim Refrain durch die Verwendung von Auto-Tune verzerrt.“
Mick Jagger selbst zollte dem Lied in einem Interview seine Anerkennung, indem er das Konzept als „sehr schmeichelhaft“ bezeichnete.

### Preise
Moves like Jagger wurde bei den Grammy Awards 2012 für einen Grammy in der Kategorie Best Pop Duo/Group Performance nominiert.

## Kommerzieller Erfolg

### Chartplatzierungen
Am 9. Juli 2011 debütierte Moves like Jagger auf Platz 8 der US-amerikanischen Billboard Hot 100 und erreichte schließlich am 10. September 2011 die Chartspitze. Aguilera erreichte damit zum fünften Mal die Spitzenposition in den USA, zum ersten Mal seit Lady Marmalade (2001). Für Maroon 5 ist es nach Makes Me Wonder (2007) der zweite Nummer-eins-Hit. Zum selben Zeitpunkt wurde Levine der erste Künstler, der ein Lied mit seiner Band und als Solokünstler in den Top 10 platzierte. Aguilera ist nach Madonna, Janet Jackson und Britney Spears die vierte Künstlerin, welche Chartspitze der Hot 100 in drei Jahrzehnten (90er, 00er und 10er) erreichte.
Am 1. August 2011 erreichte Moves like Jagger Platz 2 in Australien und wurde dort Aguileras höchste Chartplatzierung seit Candyman im Jahr 2007. Moves like Jagger debütierte am 21. August 2011 im Vereinigten Königreich auf Platz 3 und wurde zu Maroon 5s vierten und Aguileras 15. Top-10-Hit. Ab dem 10. September 2011 stand das Lied sieben Wochen nacheinander auf Platz 2 und stellte damit den Rekord von All-4-Ones I Swear (1994) für die meisten aufeinander folgenden Wochen auf Platz 2 ein, ohne dass es jemals Platz 1 erreicht hatte. Besonders ist, dass in den ersten sechs Wochen sechs unterschiedliche Nummer-eins-Hits die Führung von Moves like Jagger verhinderten, nachdem das Lied bereits in den ersten beiden Wochen auf Platz 3 hinter zwei verschiedenen Paaren von Neueinsteigern gelegen hatte.
| ChartsChartplatzierungen       | Höchstplatzierung | Wochen |
| ------------------------------ | ----------------- | ------ |
| Deutschland (GfK)              | 2 (36 Wo.)        | 36     |
| Österreich (Ö3)                | 1 (30 Wo.)        | 30     |
| Schweiz (IFPI)                 | 5 (34 Wo.)        | 34     |
| Vereinigte Staaten (Billboard) | 1 (49 Wo.)        | 49     |
| Vereinigtes Königreich (OCC)   | 2 (64 Wo.)        | 64     |

| ChartsJahrescharts (2011)      | Platzierung |
| ------------------------------ | ----------- |
| Deutschland (GfK)              | 15          |
| Österreich (Ö3)                | 22          |
| Schweiz (IFPI)                 | 17          |
| Vereinigte Staaten (Billboard) | 9           |
| Vereinigtes Königreich (OCC)   | 2           |

| ChartsJahrescharts (2012)      | Platzierung |
| ------------------------------ | ----------- |
| Vereinigte Staaten (Billboard) | 36          |
| Vereinigtes Königreich (OCC)   | 58          |

| ChartsJahrescharts (2010–2019) | Platzierung |
| ------------------------------ | ----------- |
| Vereinigte Staaten (Billboard) | 20          |
| Vereinigtes Königreich (OCC)   | 51          |

### Auszeichnungen für Musikverkäufe
| Land/Region                  | Auszeichnungen für Musikverkäufe (Land/Region, Auszeichnung, Verkäufe) | Verkäufe   |
| ---------------------------- | ---------------------------------------------------------------------- | ---------- |
| Australien (ARIA)            | 17× Platin                                                             | 1.190.000  |
| Belgien (BRMA)               | Platin                                                                 | 30.000     |
| Brasilien (PMB)              | 5× Diamant                                                             | 1.250.000  |
| Dänemark (IFPI)              | 3× Platin                                                              | 270.000    |
| Deutschland (BVMI)           | 5× Gold                                                                | 750.000    |
| Finnland (IFPI)              | Platin                                                                 | 10.022     |
| Frankreich (SNEP)            | Gold                                                                   | 152.900    |
| Italien (FIMI)               | 2× Platin                                                              | 60.000     |
| Japan (RIAJ)                 | Gold                                                                   | 100.000    |
| Kanada (MC)                  | Diamant                                                                | 800.000    |
| Neuseeland (RMNZ)            | 7× Platin                                                              | 210.000    |
| Schweden (IFPI)              | 5× Platin                                                              | 200.000    |
| Schweiz (IFPI)               | Platin                                                                 | 30.000     |
| Spanien (Promusicae)         | 2× Platin                                                              | 120.000    |
| Vereinigte Staaten (RIAA)    | Diamant                                                                | 10.000.000 |
| Vereinigtes Königreich (BPI) | 4× Platin                                                              | 2.400.000  |
| Insgesamt                    | 3× Gold · 45× Platin · 7× Diamant ·                                    | 17.572.922 |

Hauptartikel: Maroon 5/Auszeichnungen für Musikverkäufe

### Auszeichnungen für Musikstreaming
| Land/Region     | Auszeichnungen für Musikverkäufe (Land/Region, Auszeichnung, Verkäufe) | Verkäufe   |
| --------------- | ---------------------------------------------------------------------- | ---------- |
| Dänemark (IFPI) | 2× Platin                                                              | 1.800.000  |
| Japan (RIAJ)    | Gold                                                                   | 50.000.000 |
| Insgesamt       | 1× Gold · 2× Platin ·                                                  | 51.800.000 |

Hauptartikel: Maroon 5/Auszeichnungen für Musikverkäufe